# Salisbury (Carolina del Norte)
Salisbury es una ciudad ubicada en el condado de Rowan en el estado estadounidense de Carolina del Norte. Es sede del condado de Rowan. En el año 2000, la localidad tenía una población de 26.462 habitantes en una superficie de 46 km², con una densidad poblacional de 574,7 personas por km².

## Geografía
Salisbury se encuentra ubicada en las coordenadas 35°40′6″N 80°28′43″O / 35.66833, -80.47861. Según la Oficina del Censo, la localidad tiene un área total de 46 km² (17,8 mi²), de la cual 46 km² (17,8 mi²) es tierra y 0 km² (0 mi²) (0.0%) es agua.

### Localidades adyacentes
El siguiente diagrama muestra a las localidades en un radio de 16 kilómetros (9,9 mi) de Salisbury.

## Celebridades
- Aquí residió Victor Gunnarsson, presunto asesino del primer ministro sueco Olof Palme.

## Demografía
En el 2000 la renta per cápita promedia del hogar era de $32.923, y el ingreso promedio para una familia era de $41.108. El ingreso per cápita para la localidad era de $18.864. En 2000 los hombres tenían un ingreso .per cápita de $31.149 contra $25.019 para las mujeres. Alrededor del 16.0% de la población estaba bajo el umbral de pobreza nacional.